# Tilbe Şenyürek
Tilbe Şenyürek (ur. 26 kwietnia 1995 w Seyhan) – turecka koszykarka grająca na pozycjach środkowej lub silnej skrzydłowej. 
W sezonie 2022/2023 była zawodniczką polskiego klubu Basket Ligi Kobiet – AZS AJP Gorzów Wielkopolski. Była pierwszą Turczynką, która zagrała w polskiej lidze.

## Osiągnięcia
Stan na 13 kwietnia 2023, na podstawie, o ile nie zaznaczono inaczej.

### Drużynowe
- Mistrzyni Turcji (2018, 2019)
- Brązowa medalistka mistrzostw Polski (2023)[4]
- Zdobywczyni Pucharu Turcji (2019)
- Finalistka Pucharu Polski (2023)[5]

### Reprezentacja
Seniorek
- Uczestniczka mistrzostw:
  - świata (2014 – 4. miejsce)
  - Europy (2015 – 5. miejsce, 2017 – 5. miejsce, 2019 – 14. miejsce)

Młodzieżowe
- Brązowa medalistka mistrzostw Europy U-20 (2013)